# Paul Joseph Mukungubila Mutombo
 (octobre 2023).
 (octobre 2023).
La mise en forme du texte ne suit pas les recommandations de Wikipédia : il faut le « wikifier ».
Les points d'amélioration suivants sont les cas les plus fréquents. Le détail des points à revoir est peut-être précisé sur la page de discussion.
- Les titres sont pré-formatés par le logiciel. Ils ne sont ni en capitales, ni en gras.
- Le texte ne doit pas être écrit en capitales (les noms de famille non plus), ni en gras, ni en italique, ni en « petit »…
- Le gras n'est utilisé que pour surligner le titre de l'article dans l'introduction, une seule fois.
- L'italique est rarement utilisé : mots en langue étrangère, titres d'œuvres, noms de bateaux, etc.
- Les citations ne sont pas en italique mais en corps de texte normal. Elles sont entourées par des guillemets français : « et ».
- Les listes à puces sont à éviter, des paragraphes rédigés étant largement préférés. Les tableaux sont à réserver à la présentation de données structurées (résultats, etc.).
- Les appels de note de bas de page (petits chiffres en exposant, introduits par l'outil «  Source ») sont à placer entre la fin de phrase et le point final[comme ça].
- Les liens internes (vers d'autres articles de Wikipédia) sont à choisir avec parcimonie. Créez des liens vers des articles approfondissant le sujet. Les termes génériques sans rapport avec le sujet sont à éviter, ainsi que les répétitions de liens vers un même terme.
- Les liens externes sont à placer uniquement dans une section « Liens externes », à la fin de l'article. Ces liens sont à choisir avec parcimonie suivant les règles définies. Si un lien sert de source à l'article, son insertion dans le texte est à faire par les notes de bas de page.
- La présentation des références doit suivre les conventions bibliographiques. Il est recommandé d'utiliser les modèles {{Ouvrage}}, {{Chapitre}}, {{Article}}, {{Lien web}} et/ou {{Bibliographie}}. Le mode d'édition visuel peut mettre en forme automatiquement les références.
- Insérer une infobox (cadre d'informations à droite) n'est pas obligatoire pour parachever la mise en page.

Pour une aide détaillée, merci de consulter Aide:Wikification.
Si vous pensez que ces points ont été résolus, vous pouvez retirer ce bandeau et améliorer la mise en forme d'un autre article.

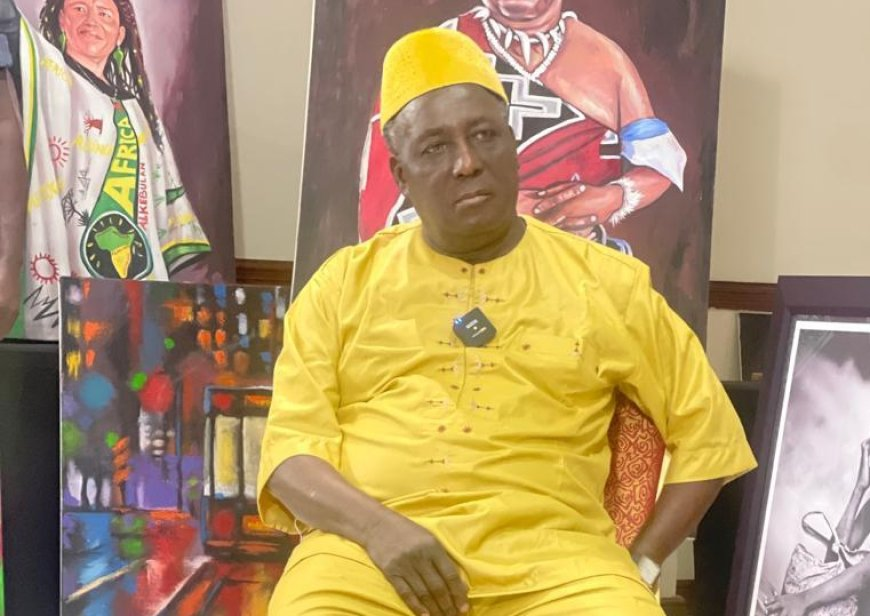
Joseph Mukungubila Mutombo

Paul Joseph Mukungubila Mutombo, né le 26 décembre 1947 à Kisaâla (Kisala) dans la province du Tanganyika , est un pasteur pentecôtiste et homme politique congolais. Il dirige « l’Église du Seigneur Jésus-Christ » basée à Kinshasa. Il se déclare « prophète de l’Eternel » pour « le Ministère de la Restauration à partir de l’Afrique noire ».
Ses disciples le déclarent être le leader annoncé par les prophéties de Simon Kimbangu et des Bitawala (ou Kitawala) sur l'avènement de la véritable indépendance de la RDC,.

## Histoire

### Année 2006
Candidat à l'élection présidentielle de 2006 en République démocratique du Congo, il s'oppose à Joseph Kabila qu'il considère comme étranger, rwandais,. Dans ses interventions dans les médias, et par le biais de lettres ouvertes adressées à la communauté internationale, il dénonce régulièrement « l’occupation rwandaise », les tentatives de balkanisation  de la RDC, le massacre des populations civiles ainsi que le bradage et le pillage des ressources naturelles de la RDC par les pays voisins, notamment le Rwanda,,. La lettre ouverte du 18 avril 2016 est adressée directement au Président français François Hollande. Son engagement en politique lui a valu, ainsi qu'à ses partisans, de connaitre des événements tragiques à Bruxelles, Paris et Région métropolitaine de Washington,.

### Année 2010
Le 11 mai 2010 une manifestation des adeptes de Mukungubila est réprimée dans le sang. Plusieurs fidèles étaient venus réclamer la libération de trois des leurs arrêtés la veille et détenus. Un communiqué de la Voix des sans-voix, une ONG congolaise des droits de l’homme, parle de tirs « à bout portant dans la foule, sans aucune sommation » par « des militaires de garde de l’ex DEMIAP ». Un bilan fait état d’un mort, de six blessés et de cinq personnes portées disparues parmi les manifestants.

### Année 2011
Le 5 Février 2011, Paul Joseph Mukungubila s'est vu attribuer le diplôme d'Excellence et de mérite civique par l'Association des Journalistes Politologues du Congo (A.J.P.C.), pour s'être particulièrement rendu célèbre en République Démocratique du Congo et dans le concert des nations par le travail, la vertu, et des actions de grande envergure (politique, sociale, culturelle, diplomatique, spirituelle, sportive, militaire, policière, philanthropique et autres...) en faveur de la Nation. Par ce diplôme, c'est toute la société civile qui a tenu à remercier, applaudir et récompenser l'ensemble de l'œuvre accomplie par Joseph Mukungubila depuis 1959, date à laquelle lui sera remise une Bible, moment synonyme du début des souffrances qu'il endure jusqu'à ce jour pour la véritable indépendance du Congo.
Le mercredi 2 mars 2011, Le Réseau des Journalistes Patriotes Congolais a décerné à Paul Joseph Mukungubila un diplôme et un trophée de mérite et de patriotisme pour saluer un passé suffisamment riche en faveur des populations de la Republique Democratique du Congo. C'est après un critérium sévère et une analyse objective, que le choix du jury s'est porté à l'unanimité sur Paul Joseph Mukungubila.

### Année 2013
Le 30 décembre 2013, des événements sanglants secouent plusieurs villes de la RDC dont la capitale (Kinshasa, Lubumbashi, Kolwezi, Kindu et Kissangani). Plusieurs manifestants se réclamant de Mukungubila investissent plusieurs sites stratégiques dont le siège de la RTNC ( Radio Télévision Nationale Congolaise) pour manifester leur colère en réaction aux attaques menées plus tôt dans la matinée par les forces de l’ordre contre la résidence de Joseph Mukungubila à Lubumbashi où plusieurs adeptes étaient réunis, cette résidence servant aussi de lieu de culte. Un rapport d'enquête publié en mai 2014 par la ligue des électeurs, une ONG congolaise des droits de l’homme affiliée à la FIDH(Fédération Internationale des Droits de l'Homme), parle de graves violations des droits de l’homme perpétrées par l’armée congolaise à l’égard des « adeptes du Ministère de la restauration à partir de l’Afrique noire » en évoquant notamment des "massacres", des "exécutions sommaires", des "arrestations arbitraires" commises notamment par les éléments de la garde républicaine. Une centaine d’adeptes sont arrêtés et détenus en prison dans la capitale et dans le Katanga. Joseph Mukungubila s'est exilé en Afrique du Sud lorsqu’un mandat d’arrêt international est émis par Interpol sur demande du gouvernement congolais pour son arrestation et son extradition. Le 15 mai 2014 il est arrêté, déféré devant le tribunal d’instance de Johannesbourg puis remis en liberté sous caution le temps de son procès. Une année après, le 15 mai 2015, le procès prend fin, la justice sud africaine décide d'abandonner les poursuites à son encontre et donc de rejeter la demande d’extradition formulée par le gouvernement congolais pour "insuffisance de preuves".
Depuis fin 2013 Joseph Mukungubila adresse de multiples lettres à la communauté internationale pour l’interpeller sur la crise politico-humanitaire en RDC. Dans sa lettre ouverte à François Hollande datant du 18 avril 2016 il demande à ce dernier de ne plus recevoir Joseph Kabila à l’Élysée et l'interpelle sur la "tragédie" que connaît la RDC en disant: “Pour terminer Monsieur le Président, ce serait pour nous une consolation que vous ne puissiez pas cautionner cette tragédie incomparable de la RDC, causée par l’invasion rwandaise. Pensez aux morts français tombés pendant l’occupation connue par la France qui avait obligé le général De Gaulle à pouvoir se retrouver à Brazzaville, au Congo et qu’il va déclarer comme étant la capitale de la France-libre". Du 23 au 24 Juin 2023, Joseph Mukungubila fut invité au Sommet Alliance Afrique qui s’est tenu à Pretoria la capitale Sud-Africaine.
Ce Sommet Alliance Afrique, dont l’objectif principal est de rassembler les Africains dans une célébration de leur Culture et de leur Histoire en tant que peuple, avait comme thème : La Grandeur de l’Afrique, Le passé, le présent et le futur. Il a réuni des rois, des reines ainsi que plusieurs hautes personnalités africaines issues de divers milieux et organisations socio-politiques et cultuelles pour parler du rayonnement de l’Afrique à travers son peuple, sa culture et son histoire. Mukungubila y était invité afin d’apporter sa contribution pour la restauration de l’image des pouvoirs ancestraux, des royautés africaines et afin de remettre l’Afrique sur les rails, dans sa robe royale d’antan.

### Année 2023
En novembre 2023, Joseph Mukungubila voit ses peines annulées, pour des attaques en 2013 dans plusieurs villes de la RDC, après la suspension par le président Félix Tshisekedi des arrêts de la justice militaire à sont encontre.

### Année 2024
En avril 2024, sa résidence principale a subi un cambriolage, la police sud-africaine de Johannesburg ouvre une enquête, après l'incident.